# Baptria moeroraria
Baptria moeroraria är en fjärilsart som beskrevs av Freyer 1846. Baptria moeroraria ingår i släktet Baptria och familjen mätare. Inga underarter finns listade i Catalogue of Life.